# Claudine Gay
Claudine Gay (New York, 4 agosto 1970) è una politologa statunitense 30º presidente dell'Università di Harvard.

## Biografia
Claudine Gay è figlia di immigrati haitiani che sono giunti negli Stati Uniti e si sono incontrati a New York da studenti. La madre studiava infermieristica e il padre ingegneria. Gay ha trascorso gran parte della sua infanzia prima a New York e poi in Arabia Saudita, dove il padre lavorava in qualità di ingegnere dell'esercito degli Stati Uniti. Ha frequentato la Phillips Exeter Academy, un collegio privato a Exeter, New Hampshire. Diplomatasi nel 1988, ha poi frequentato l'Università di Princeton per un anno, prima di trasferirsi alla Stanford University, dove ha studiato economia.
Ha insegnato presso il Dipartimento di Scienze politiche dell'Università di Stanford dal 2000 al 2006, ricoprendo incarichi accademici nel Dipartimento di Scienze Politiche, quindi ha fatto parte del Department of goverment nel 2006 e in seguito ha assunto il ruolo di docente di studi afroamericani. Nel giugno 2022, il presidente di Harvard, Lawrence Bacow, ha annunciato che si sarebbe dimesso dall'incarico entro un anno. Un comitato di ricerca ha selezionato Claudine Gay tra 600 candidati, l'annuncio ufficiale è stato dato il 15 dicembre 2022. 
Assumendo l'incarico nel 2023, è diventata la prima persona e donna nera e la seconda donna a ricoprire questo ruolo nell'università a 368 anni dalla sua fondazione. Le ricerche di Gay riguardano il comportamento politico americano, tra cui l'affluenza alle urne e le politiche sulle etnie e l'identità. Il ruolo di Gay come presidente di Harvard è salito all'attenzione dei media internazionali in seguito all'attacco del 2023 condotto da Hamas contro Israele, quando Gay è stata accusata di non aver condannato adeguatamente gli attacchi, il che ha portato alle sue dimissioni il 2 gennaio 2024, anche in seguito alla messa in discussione della sua professionalità con diverse accuse di plagi all’interno del suo curriculum accademico.

## Opere
- The effect of minority districts and minority representation on political participation in California, Public Policy Institute of California, San Francisco, CA, 2001
- Voter turnout in majority-minority districts, Public Policy Institute of California, San Francisco, CA, 2001
- Policy and Patronage. The Effect of Partisan Support on the Allocation of Housing Tax Credits, SSRN. 2013
- Claudine Gay, Bérangère L. Szostak, Management de l'innovation, Dunod, 2017
- Claudine Gay, Bérangère L. Szostak , Innovation and creativity in SMEs : Challenges, Evolutions and Prospects, John Wiley & Sons, 2019
- Claudine Gay, Bérangère L. Szostak, Management de l'innovation. Enjeux, principes et méthodes, Dunod, 2022